# Godolphin

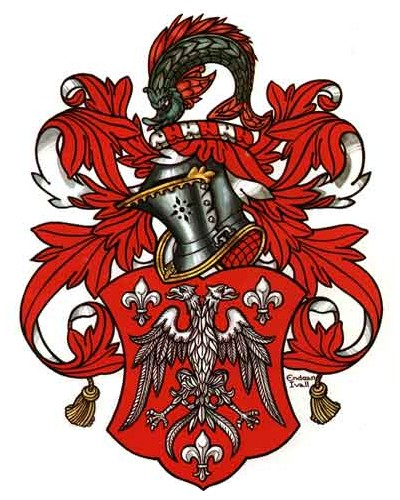
Familienwappen der Godolphins

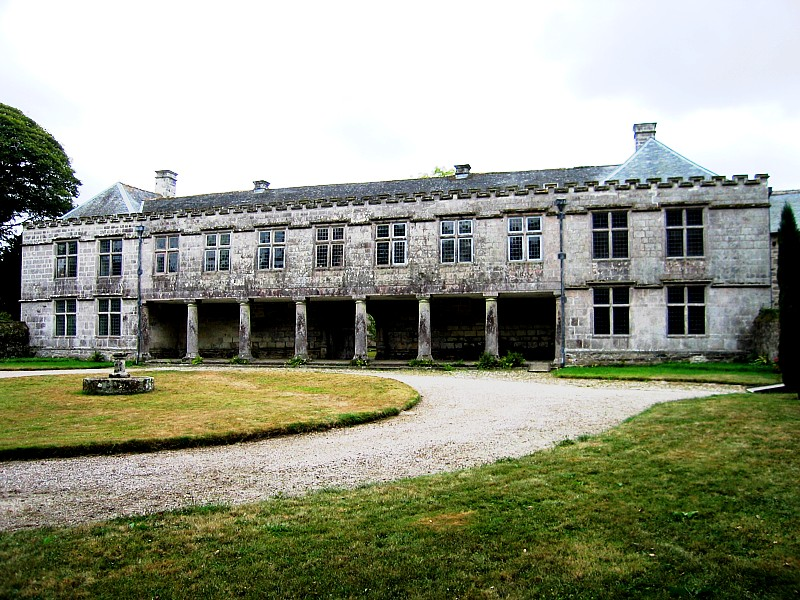
Godolphin House

Die Familie Godolphin war eine der führenden Familien in der Grafschaft Cornwall und konnte ihre Stammlinie bis in die Zeit der normannischen Eroberung Englands 1066 durch William I. zurückführen. Der spätere Reichtum der Familie rührte vom lokalen Zinnbergbau her. Bis Mitte des 18. Jahrhunderts war der Sitz der Familie das Godolphin House in der Nähe von Helston im ehemaligen District Kerrier. Der Name Godolphin leitet sich von Godolghan ab, kornisch für weißer Adler, der auch das Wappen der Familie ziert.
Die erste herausragende Persönlichkeit war John Godolphin of Godolphin (1463–1497), der Sheriff von Cornwall war. Sein Sohn William Godolphin (1486–1570), ebenfalls zum Sheriff in Cornwall ernannt,
leistete Kriegsdienste für Heinrich VIII. und unterstützte dessen Feldzüge mit Truppen. Sohn Thomas (1520–1570) wurde 1552 als erster der Godolphins zum Captain oder Gouverneur der Scilly-Inseln ernannt. Dessen Sohn Sir Francis Godolphin (1540–1608) erhielt dann für eine begrenzte Zeit die Scilly-Inseln als Lehen vom Duke of Cornwall. Seine Nachfolger konnten jeweils das Lehen verlängern und führten ebenfalls den Titel eines Governor of Scilly. Enkel Sidney Godolphin (1610–1643) kämpfte als Royalist auf Seiten König Charles I. im Englischen Bürgerkrieg, ebenso dessen Bruder Sir Francis Godolphin of Godolphin (1605–1667).
Sidney Godolphin (1645–1712) war wohl der bedeutendste Vertreter der Familie Godolphin in der Geschichte Englands. Er wurde 1684 zum Baron Godolphin (of Rialton) ernannt und war mehrmals Lord High Treasurer, zuletzt von 1702 bis 1710 unter Königin Anne. In dieser Zeit sorgte er für die Finanzierung der Kriege von John Churchill, 1. Duke of Marlborough. 1704 wurde er in den Hosenbandorden aufgenommen, 1706 zum Earl of Godolphin erhoben und war neben Churchill eine führende politische Kraft in dieser Epoche.
Sidneys Sohn Francis Godolphin (1678–1766), der 1712 die Titel seines Vaters als 2. Earl erbte und 1735 auch zum Baron Godolphin (of Helston) ernannt wurde, erlangte 1735 unter der Regentschaft König Georgs II. das Amt des Lord Keeper of the Privy Seal (Lordsiegelbewahrer) und war mit Henrietta Churchill, 2. Duchess of Marlborough, verheiratet. Aus dieser Ehe ging eine Tochter hervor, die Thomas Osborne, 4. Duke of Leeds heiratete.
Da die beiden Söhne von Francis Godolphin bereits früh verstorben waren, erbte der Duke nach dem Tod des Earls den Familiensitz Godolphin House. Auch der Familienname Godolphin wurde von den Dukes of Leeds weitergeführt: Der Sohn des Dukes nannte sich Francis Godolphin Osborne, 5. Duke of Leeds.
Den Titel Baron Godolphin (of Helston) erbte der Cousin, ein Sohn von Sidneys Bruder Henry, der ebenfalls Francis (1707–1785) hieß. Mit ihm erlosch die männliche Linie der Godolphins nach 24 Generationen, da er keine männlichen Nachkommen hatte.

## Stammliste
1. John de Godolphin of Godolphin (fl. 1066)
1. Richard de Godolphin
1. James de Godolphin of Godolphin
1. John Godolphin
1. Thomas Godolphin
1. Edward Godolphin
1. William Godolphin
1. Thomas Godolphin
1. Edward Godolphin of Godolphin
1. Alexander Godolphin († 1349)
2. David Godolphin
1. William Godolphin of Godolphin
1. Eleanor Godolphin ⚭ John Rencie (später Godolphin)
1. Thomas Godolphin of Godolphin
1. John Godolphin
1. John Godolphin
1. John Godolphin of Godolphin (1463–1497), Sheriff of Cornwall
2. Sir William Godolphin of Godolphin (1486–1570)
1. Sir William Godolphin (1515–1570), Sheriff of Cornwall
2. Thomas Godolphin (1520–1570), Captain or Governor of Scilly
1. Sir Francis Godolphin (1540–1608), Governor of Scilly (1568–1608)
2. William Godolphin of Godolphin (1567–1613), MP, Governor of Scilly (1608–1613)
1. Sir Francis Godolphin of Godolphin (1605–1667), MP, Governor of Scilly (1643–1666)
1. Sir William Godolphin, 1. Baronet (1640–1710), MP
2. Francis Godolphin (1642–1675)
3. Sidney Godolphin, 1. Earl of Godolphin (1645–1712), Governor of Scilly (1666–1712), Lord High Treasurer
1. Francis Godolphin, 2. Earl of Godolphin (1678–1766), Governor of Scilly (1712–1766), Lord Keeper of the Privy Seal, ⚭ Henrietta Churchill, 2. Duchess of Marlborough (1681–1733)
1. William Godolphin, Marquess of Blandford (1698–1731)
2. Henry Godolphin (fl. 1703)
2. Rev. Henry Godolphin (1648–1732), Dean of St. Paul’s
1. Francis Godolphin, 2. Baron Godolphin (1707–1785)
3. Charles Godolphin († 1720), MP
4. Sidney Godolphin (1610–1643), Dichter, MP, Governor of Scilly (1636–1643)
5. William Godolphin (1611–1636), Governor of Scilly (1613–1636)
3. William Godolphin of Windsor
3. John Godolphin of Helston
1. John Godolphin
1. John Godolphin
2. William Godolphin of Trewarveneth
1. Nicholas Godolphin of Trewarveneth († 1634)
2. John Godolphin
3. Francis Godolphin
2. Andrew Godolphin